# Rupert Fischer (Geistlicher)
Rupert Fischer OSB (* als Walter Fischer am 13. Oktober 1939 in Viechtach; † 18. Juni 2001 in Metten) war Benediktiner im bayerischen Kloster Metten und einer der führenden Experten für Gregorianische Semiologie.

## Biographie
Nach dem Abitur am St.-Michaels-Gymnasium der Benediktiner Metten trat Walter Fischer 1958 in das dortige Benediktinerkloster ein und erhielt den Ordensnamen Rupert. Er studierte ab 1959 Philosophie und Theologie an der Ordenshochschule San Anselmo in Rom; das Studium schloss er 1965 mit dem Lizentiat in Theologie ab. Es folgte von 1965 bis 1971 das Studium der Klassischen Philologie an der Universität Würzburg. Nach dem Staatsexamen und Referendariat wirkte er ab 1973 als Lehrer am Gymnasium in Metten. Von 1980 bis zu seinem Tod leitete er als Oberstudiendirektor das Gymnasium.
Neben seiner Tätigkeit als Lehrer und Direktor des Gymnasiums in Metten hatte sich Rupert Fischer durch private Studien und zahlreiche Veröffentlichungen den Ruf eines ausgewiesenen Fachmanns auf dem Gebiet der Gregorianik erworben. Sein Interesse galt vor allem der gregorianischen Paläographie und der Restitution der gregorianischen Melodien. Die Anregung und die entscheidenden Impulse für diese Arbeit hatte Rupert Fischer während seiner Studienzeit an der Hochschule San Anselmo erhalten, wo mit Eugène Cardine einer der führenden Experten Unterricht im gregorianischen Choral erteilte.
Rupert Fischer war Mitglied der AISCGre (Associazione Internazionale Studi di Canto Gregoriano) und Mitherausgeber der Fachzeitschrift „Beiträge zur Gregorianik“. Außerdem übernahm er die Aufgabe, in das von der französischen Abtei Solesmes herausgegebene Graduale Triplex die Neumen der St.-Galler-Handschriftenfamilie einzutragen.

## Werke (Auswahl)
- Die rhythmische Natur des Pes, in: Johannes Berchmans Göschl (Hg.), Ut mens concordet voci. Festschrift Eugène Cardine zum 75. Geburtstag, St. Ottilien 1980,  34–136.
- Semiologische Bedeutung und Interpretation der "Pes"-Neume, in: Beiträge zur Gregorianik 2 (1986), S. 5–25.
- Epiphonus oder Cephalicus? in: Beiträge zur Gregorianik 8 (1989), S. 5–28.
- Die Verwendung des Buchstaben n am melodische Tiefpunkt und am melodischen Hochpunkt im Innern einer Neume im Codex Laon 239, in: Beiträge zur Gregorianik 13/14 (1992), S. 29–52.
- Handschriften des Gregorianischen Chorals/Cantatorium (SG 359), in: Beiträge zur Gregorianik 19 (1995), S. 61–70.
- Handschriften des Gregorianischen Chorals/Einsiedeln, Stiftsbibliothek, Codex 121, in: Beiträge zur Gregorianik 20 (1995), S. 47–60.
- mit Luigi Agustoni, Johannes Berchmans Göschl, Liobgid Koch, Heinrich Rumphorst: Vorschläge zur Restitution von Melodien des Graduale Romanum (Teil1), in: Beiträge zur Gregorianik 21 (1996), S. 7–42.
- Handschriften des Gregorianischen Chorals III, Laon, Bibl. De la ville, 239, in: Beiträge zur Gregorianik 21 (1996), S. 75–91.
- mit Luigi Agustoni, Johannes Berchmans Göschl, Liobgid Koch, Heinrich Rumphorst: Vorschläge zur Restitution von Melodien des Graduale Romanum (Teil 2), in: Beiträge zur Gregorianik 22 (1996), S. 7–42.
- Die Bedeutung des Codex Paris, B.N. lat. 776 (Albi) und des Codex St. Gallen, Stiftsbibliothek 381 (Versikular) für die Rekonstruktion gregorianischer Melodien, in: Beiträge zur Gregorianik 22 (1996), S. 43–73.
- mit Luigi Agustoni, Johannes Berchmans Göschl, Liobgid Koch, Heinrich Rumphorst: Vorschläge zur Restitution von Melodien des Graduale Romanum (Teil3), in: Beiträge zur Gregorianik 23 (1997), S. 7–27.
- Paris Bibliothèque Nationale lat. 776: Graduale von Albi, in: Beiträge zur Gregorianik 23 (1997), S. 89–111.
- mit Luigi Agustoni, Johannes Berchmans Göschl, Liobgid Koch, Heinrich Rumporst: Vorschläge zur Restitution von Melodien des Graduale Romanum (Teil 4), in: Beiträge zur Gregorianik 24 (1997), S. 13–40.
- mit Luigi Agustoni, Johannes Berchmans Göschl, Liobgid Koch, Heinrich Rumphorst: Vorschläge zur Restitution von Melodien des Graduale Romanum (Teil 5), in: Beiträge zur Gregorianik 25 (1998), S. 19–45.
- Das Alleluia V. Multifarie, in: Beiträge zur Gregorianik 25 (1998), S. 73–80.
- Gr. Speciosus forma und Gr. Exsurge domine, in: Beiträge zur Gregorianik 25 (1998), S. 81–119.
- Paris Bibliothèque Nationale lat. 903: Graduale von St. Yrieix, in: Beiträge zur Gregorianik 25 (1998), S. 105–119.
- mit Luigi Agustoni, Johannes Berchmans Göschl, Liobgid Koch, Heinrich Rumphorst: Vorschläge zur Restitution von Melodien des Graduale Romanum (Teil 6), in: Beiträge zur Gregorianik 26 (1998), S. 7–34.
- mit Luigi Agustoni, Johannes Berchmans Göschl, Liobgid Koch, Heinrich Rumphorst: Vorschläge zur Restitution von Melodien des Graduale Romanum (Teil 7), in: Beiträge zur Gregorianik 27 (1999), S. 7–19.
- Benevento, Biblioteca capitolare, cod. 33, in: Beiträge zur Gregorianik 27 (1999), S. 55–76.
- mit Luigi Agustoni, Johannes Berchmans Göschl, Liobgid Koch, Heinrich Rumphorst, Alexander M. Schweitzer, Stephan Zippe: Vorschläge zur Restitution von Melodien des Graduale Romanum (Teil 8), in: Beiträge zur Gregorianik 28 (1999), S. 7–33.
- Chartres, Bibliothèque Municipale, cod. 47, in: Beiträge zur Gregorianik 28 (1999), S. 73–89.
- mit Luigi Agustoni, Johannes Berchmans Göschl, Liobgid Koch, Heinrich Rumphorst, Alexander M. Schweitzer, Stephan Zippe: Vorschläge zur Restitution von Melodien des Graduale Romanum (Teil 9), in: Beiträge zur Gregorianik 29 (2000), S. 7–30.
- Die Notation von Stücken mit chromatisch alterierten Tönen – Schwierigkeiten der melodischen Restitution, in: Beiträge zur Gregorianik 29 (2000), S. 67–72.
- mit Luigi Agustoni, Johannes Berchmans Göschl, Liobgid Koch, Heinrich Rumphorst, Alexander M. Schweitzer, Stephan Zippe: Vorschläge zur Restitution von Melodien des Graduale Romanum (Teil 10), in: Beiträge zur Gregorianik 30 (2000), S. 7–32.
- mit Luigi Agustoni, Johannes Berchmans Göschl, Liobgid Koch, Heinrich Rumphorst, Alexander M. Schweitzer, Stephan Zippe: Vorschläge zur Restitution von Melodien des Graduale Romanum (Teil 11), in: Beiträge zur Gregorianik 31 (2001), S. 11–25.
- (posthum) mit Luigi Agustoni (†), Inga Behrendt, Johannes Berchmans Göschl, Liobgid Koch, Heinrich Rumphorst, Alexander Schweitzer, Stephan Zippe: Vorschläge zur Restitution von Melodien des Graduale Romanum (Teil 16: Commune Beatæ Mariæ Virginis), in: Beiträge zur Gregorianik 37 (2004), S. 11–30.
- (posthum) mit Luigi Agustoni (†), Inga Behrendt, Johannes Berchmans Göschl, Liobgid Koch, Heinrich Rumphorst, Alexander Schweitzer, Stephan Zippe: Vorschläge zur Restitution von Melodien des Graduale Romanum (Teil 17: 1. bis 4. Sonntag im Jahreskreis), in: Beiträge zur Gregorianik 38 (2004), S. 11–40.
- (posthum) mit Franco Ackermans, Luigi Agustoni (†), Inga Behrendt, Johannes Berchmans Göschl, Bernard Huber, Liobgid Koch, Joseph Kohlhäufl, Heinrich Rumphorst, Alexander M. Schweitzer, Stephan Zippe: Vorschläge zur Restitution von Melodien des Graduale Romanum (Teil 18: 5. bis 8. Sonntag im Jahreskreis), in: Beiträge zur Gregorianik 39 (2005), S. 9–36.
- (posthum) mit Franco Ackermans, Luigi Agustoni (†), Inga Behrendt, Johannes Berchmans Göschl, Bernard Huber, Liobgid Koch, Joseph Kohlhäufl, Heinrich Rumphorst, Alexander M. Schweitzer, Stephan Zippe: Vorschläge zur Restitution von Melodien des Graduale Romanum (Teil 19: 9. bis 12. Sonntag im Jahreskreis; Anhang: IN und CO aus dem Requiem), in: Beiträge zur Gregorianik 40.
- (posthum) mit Franco Ackermans, Luigi Agustoni (†), Inga Behrendt, Johannes Berchmans Göschl, Bernhard Huber, Liobgid Koch, Josef Kohlhäufl, Heinrich Rumphorst, Alexander Schweitzer, Stephan Zippe: Vorschläge zur Restitution von Melodien des Graduale Romanum (Teil 20: 13. bis 16. Sonntag im Jahreskreis), in: Beiträge zur Gregorianik 41/42.
- (posthum) mit Franco Ackermans, Luigi Agustoni (†), Inga Behrendt, Johannes Berchmans Göschl, Bernhard Huber, Liobgid Koch, Josef Kohlhäufl, Heinrich Rumphorst, Alexander Schweitzer, Stephan Zippe: Vorschläge zur Restitution von Melodien des Graduale Romanum (Teil 21: 17 bis 22. Sonntag im Jahreskreis), in: Beiträge zur Gregorianik 43.
- (posthum) Index formularum, in: Beiträge zur Gregorianik 43.
- (posthum) mit Franco Ackermans, Luigi Agustoni (†), Michael Anderl, Inga Behrendt, Johannes Berchmans Göschl, Bernhard Huber, Liobgid Koch, Josef Kohlhäufl, Heinrich Rumphorst, Alexander Schweitzer, Stephan Zippe: Vorschläge zur Restitution von Melodien des Graduale Romanum, Teil 22, in: Beiträge zur Gregorianik 44.
- (posthum) mit Franco Ackermans, Luigi Agustoni (†), Michael Anderl, Inga Behrendt, Johannes Berchmans Göschl, Bernhard Huber, Liobgid Koch, Josef Kohlhäufl, Heinrich Rumphorst, Alexander Schweitzer, Stephan Zippe: Vorschläge zur Restitution von Melodien des Graduale Romanum, Teil 23 (29. bis 33. Sonntag im Jahreskreis), in: Beiträge zur Gregorianik 45.
- (posthum) mit Franco Ackermans, Luigi Agustoni (†), Michael Anderl, Inga Behrendt, Johannes Berchmans Göschl, Bernhard Huber, Liobgid Koch, Josef Kohlhäufl, Heinrich Rumphorst, Alexander Schweitzer, Stephan Zippe: Vorschläge zur Restitution von Melodien des Graduale Romanum, Teil 24 (Aschermittwoch), in: Beiträge zur Gregorianik 46.
- (posthum) mit Franco Ackermans, Luigi Agustoni (†), Michael Anderl, Inga Behrendt, Johannes Berchmans Göschl, Bernhard Huber, Liobgid Koch, Josef Kohlhäufl, Heinrich Rumphorst, Alexander Schweitzer, Stephan Zippe: Vorschläge zur Restitution von Melodien des Graduale Romanum, Teil 25 (Montag der Karwoche bis Gründonnerstag), in: Beiträge zur Gregorianik 47.